# Battaglia di Mu'ta
La battaglia di Muʾta (in arabo غزوة مؤتة‎?, Ghazwat Muʾta) fu un fatto d'armi che contrappose il 31 agosto del 629, nei pressi del villaggio di Muʿta, nella Balqāʾ, la neonata Umma islamica agli alleati arabo-cristiani dei Ghassanidi dell'impero Bizantino in Siria.
L'episodio costituì il più autorevole referente per la successiva campagna di conquista della Siria, avviata dal primo Califfo Abū Bakr e portata a compimento dal suo successore ʿUmar b. al-Khaṭṭāb.

## Intento della battaglia
Malgrado la tradizione islamica parli di volontà di vendicare l'uccisione di un incaricato del Profeta, inviato a Bosra (una delle corti dei Ghassanidi), l'azione mirava con ogni probabilità a conseguire un obiettivo importante, anche se limitato rispetto alla conquista dell'intero Bilād al-Shām (la Siria). Essa cioè avrebbe teso a portare all'obbedienza di Medina alcuni gruppi tribali arabi (come i Bali) che erravano liberamente tra Siria e Penisola araba. Il fine nel quale l'azione s'iscriveva era quindi quello di estendere il controllo della Umma a tutto l'elemento arabofono della Penisola araba, di cui la regione siriana costituisce in qualche modo la propaggine più settentrionale.

## Svolgimento dello scontro
Malgrado le cifre fornite dalla tradizione arabo-islamica parlino in modo assolutamente non realistico di 100 000 uomini - che nella realtà non avrebbero potuto neppure essere approvvigionati, specialmente nell'austero clima economico generato dalla pluridecennale guerra che aveva contrapposto Bizantini (e loro alleati arabi) ai persiani Sasanidi (e loro alleati arabi), elevati addirittura a 200 000 dal fantasioso resoconto biografico del Profeta, riveduto più o meno assennatamente da Ibn Hishām, dello scontro non si sa quasi nulla, salvo che avvenne nelle vicinanze del villaggio di Muʾta e che l'esito fu assolutamente catastrofico per i musulmani. L'uno dopo l'altro morirono infatti i tre comandanti musulmani (Zayd b. Ḥāritha, Jaʿfar b. Abī Ṭālib e ʿAbd Allāh b. Rawāḥa), senza che le forze contrapposte potessero patire grandi perdite.
La caduta del cugino del Profeta, Jaʿfar b. Abī Ṭālib (cui Maometto era assai affezionato e che gli somigliava in maniera accentuata), provocò l'intenso dolore del Profeta, consolato solo dal resoconto di chi disse di aver visto il suo cadavere sollevato da due angeli e portato direttamente in Cielo, in quanto martire (  shahīd ) caduto nel jihād. 
Grazie a questa pia tradizione Jaʿfar fu soprannominato da quel momento "Jaʿfar al-ṭayyār", "Jaʿfar che vola".

## Sviluppi dello scontro

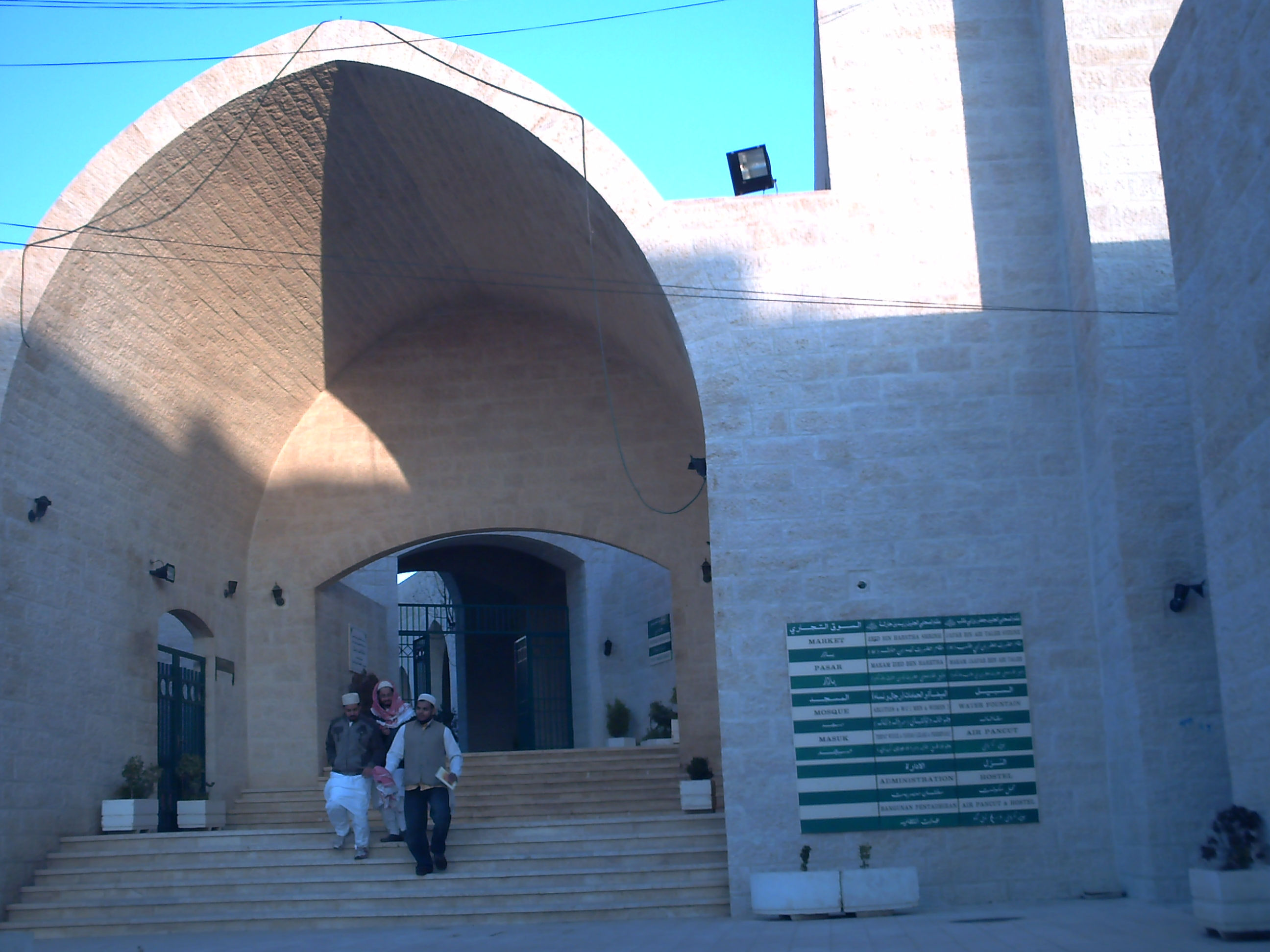
La tomba dei comandanti musulmani Zayd ibn Haritha, Ja'far ibn Abi Talib e ʿAbd Allāh b. Rawāḥa ad Al-Mazar, nei pressi di Mu'ta, in Giordania

A salvare il salvabile e riportare in patria i sopravvissuti, ormai completamente allo sbando, fu Khālid b. al-Walīd che, grazie a quella sua impresa tutt'altro che facile, in un territorio nemico reso ancora più ostile dalla sconfitta subita dai musulmani, si guadagnò il soprannome col quale è tuttora ricordato: Sayf ul-Allah, "Spada di Allah".